# Cyrix 6x86
Cyrix 6x86 je bio 32-bitni procesor kompanije Cyrix kompatibilan s Intelovim x86 procesorima.

## Unutarnji dizajn
Procesor 6x86 je u svojoj unutarnjoj arhitekturi kombinirao RISC i CISC dizajn dok je tijekom izvođenja proračuna koristio tada već zastarjeli direktni x86 princip od koga su Intel i AMD odustali između 1993. i 1995. godine. Pri tadašnjim ugradnjama procesora u matične ploče nije bilo problema zato što su još uvijek svi proizvođači Intel Pentium kompatibilnih procesora koristili identični Socket 7 utor. Kako 6x86 ipak nije bio potpuno kompatibilan s Pentium procesorom ponekad bi od strane matične ploče bio pogrešno prepoznat kao 486 procesor čime bi bile ugašene neke njegove napredne mogućnosti. Drugi problem procesora je bilo pretjerano zagrijavanje jer je u radu bio topliji nego konkurenti. To će tijekom kasnijih generacija biti riješeno tako da se u tome izjednači s tadašnjim AMD procesorom.

## Brzina
6x86 je tijekom cijele svoje proizvodnje bio brži od konkurentskog klasičnog Pentium procesora iste brzine takta. Zbog te istinite činjenice kompanija Cyrix je krenula u marketinški napad prodajući na primjer procesore brzine 133 Mhz pod imenom 166 PR+ (navodno brži od Pentiuma na 166 Mhz) što ipak nije bilo istina. Dok je realna brzina tako ipak bila zadovoljavajuća za sve potrebe brzina FPU-a nije pošto je u dizajniranju kompanija za svoj cilj postavila pravljenje što boljih rezultata u radu s uredskim alatima, a ne s igrama. To je dovelo do izbjegavanja kupovine ovog procesora od strane svih onih koji su htjeli koristiti zabavni softver koji izdavanjem sustava Windows 95 kreće u veliku ekspanziju. Bez obzira na sve nedostatke ovaj procesor je donio kratkotrajno zlatno doba Cyrixu pošto u njegovo vrijeme AMD čini debakl s procesorom K5 zbog čega će on postati kratkotrajno tijekom 1996. godine najbrži Pentium kompatibilni procesor (naravno s izuzetkom Pentiuma) koji može koristiti njegovu matičnu ploču. Ova serija procesora će biti nasljeđena serijom imena MII koja postaje posljednji proizvod kompanije Cyrix.

## Verzije procesora
- 6x86 PR 90+ (stvarna brzina 80 Mhz)
- 6x86 PR 120+ (100 Mhz)
- 6x86 PR 133+ (110 Mhz)
- 6x86 PR 150+ (120 Mhz)
- 6x86 PR 166+ (133 Mhz)
- 6x86 PR 200+ (150 Mhz)